# Gheorghe Ene (Schriftsteller)
Gheorghe Ene (* 16. Oktober 1950 in Căldărăști, Kreis Buzău; † 9. Mai 2011 ebenda) war ein rumänischer Schriftsteller und Feuilletonist.
Nach dem Abschluss der Oberschule in Buzău studierte er an der Facultatea de Filologie der Universität Bukarest; 1973 schloss er es ab. Er war Mitglied des literarischen Kreises „Junimea“ unter Leitung von Ovid S. Crohmălniceanu. Seit 2001 war er Herausgeber der Zeitschrift Dincoace de pod in seiner Heimatstadt. 
Für sein Werk erhielt er im Mai 2003 die Auszeichnung Diploma de excelență in Anerkennung der „Bereicherung des kulturellen Lebens von Buzău“.

## Werke
- Intrarea în Europa sau Târfa și sertarul, Editura Nadar, Buzău, 1992
- Starea de dizgrație, Editura Și, Buzău, 1995
- Eu, dizgrațiatul, Biblioteca Județeană „V. Voiculescu“, Buzău, 1997
- O spovedanie a textului, Editura Paralela 45, 1999
- Aromanul trandafirului. Proză scurtă, Editura Paralela 45, 2000
- Portret în picături de rouă, Editura Casei Corpului Didactic „I.Gh. Dumitrașcu“, Buzău, 2004
- Vorba!, Editura Rafet, 2005